# Джерард Кларк Бонд
Джерард Кларк Бонд (20 травня 1940 року в Алтусі, Оклахома; 29 червня 2005 року в Бронксі, Нью-Йорк) — американський геолог, який проводив дослідження в Земній обсерваторії Ламонта-Догерті.

## Життєпис
Бонд вважав, що протягом голоцену зміни сонячної активності спричинили кліматичні коливання з періодом близько 1500 років. Циклічні події були названі на його честь подіями Бонда. У 2003 році він був нагороджений медаллю Моріса Юінга Американського геофізичного союзу. Він помер у віці 65 років від карциноїдної хвороби.